# Milford (condado de Penobscot)
Milford es un lugar designado por el censo (en inglés, census-designated place, CDP) situado en el condado de Penobscot, Maine, Estados Unidos. Según el censo de 2020, tiene una población de 2211 habitantes.
Es la localidad principal del municipio homónimo.

## Geografía
La localidad está ubicado en las coordenadas 44°57′27″N 68°37′51″O / 44.95750, -68.63083. Según la Oficina del Censo, tiene una superficie total de 8.77 km², de los cuales 8.66 km² corresponden a tierra firme y 0.11 km² están cubiertos de agua.

## Demografía
Según el censo de 2020, en ese momento había 2211 personas residiendo en la localidad. La densidad de población era de 255.31 hab./km². El 92.13% de los habitantes eran blancos, el 0.68% eran afroamericanos, el 1.45% eran amerindios, el 0.86% eran asiáticos, el 0.05% era isleño del Pacífico, el 0.32% eran de otras razas y el 4.52% eran de una mezcla de razas. Del total de la población, el 0.90% eran hispanos o latinos de cualquier raza.